# Letalnica bratov Gorišek

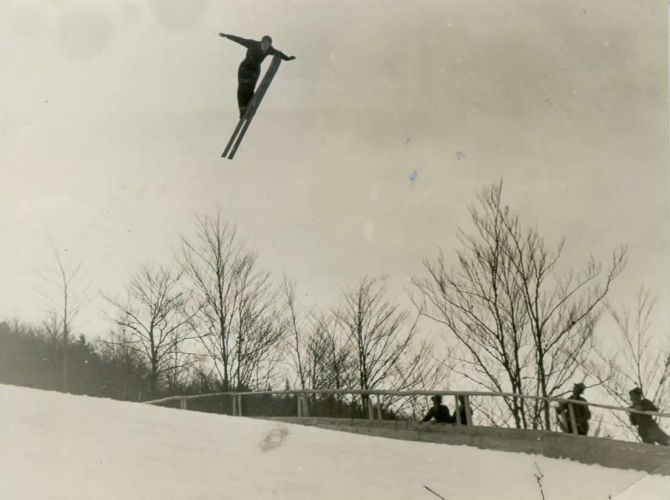
Franc Pribošek i Planica 1936

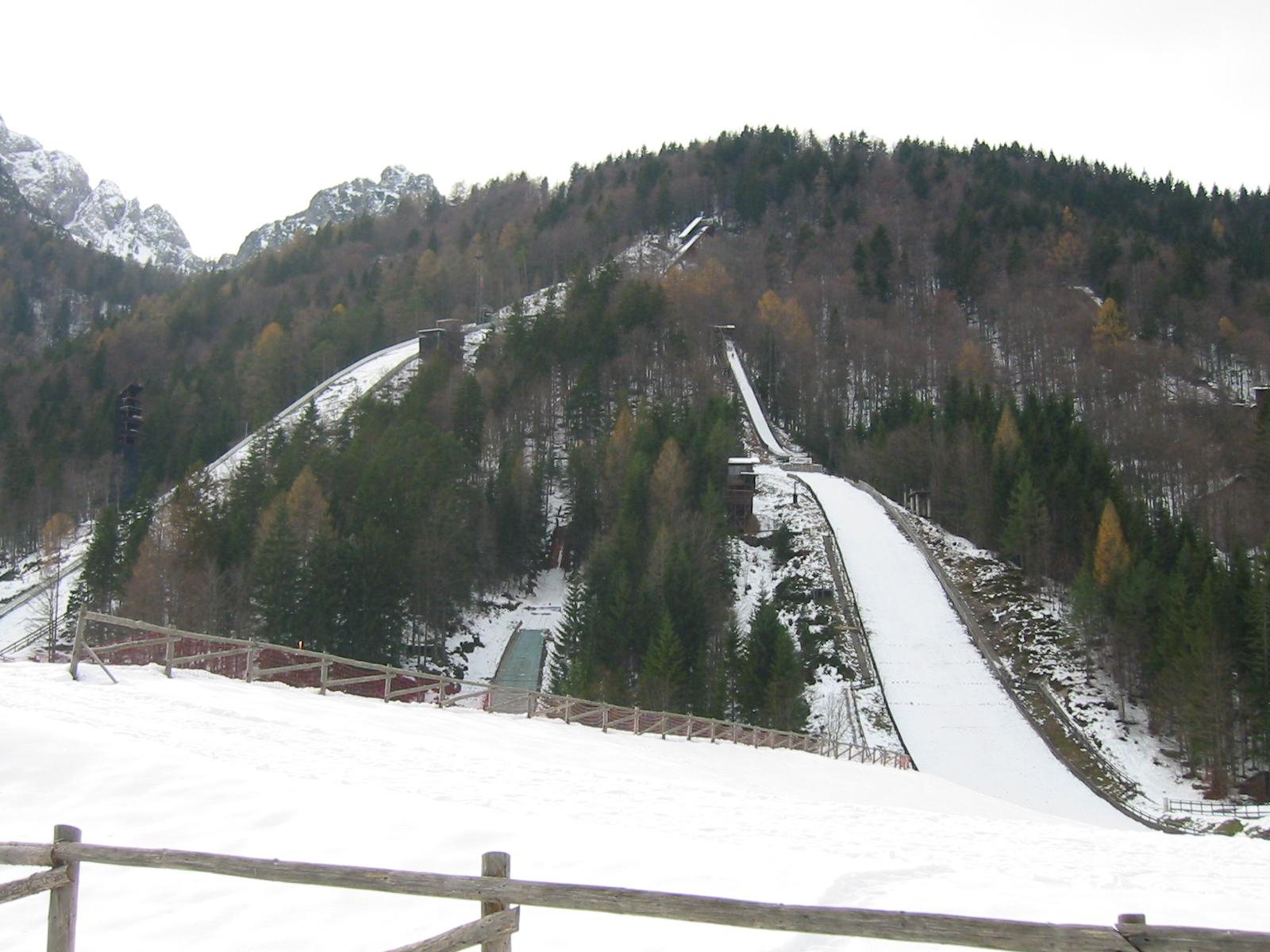
Backhoppningsanläggningen i Planica

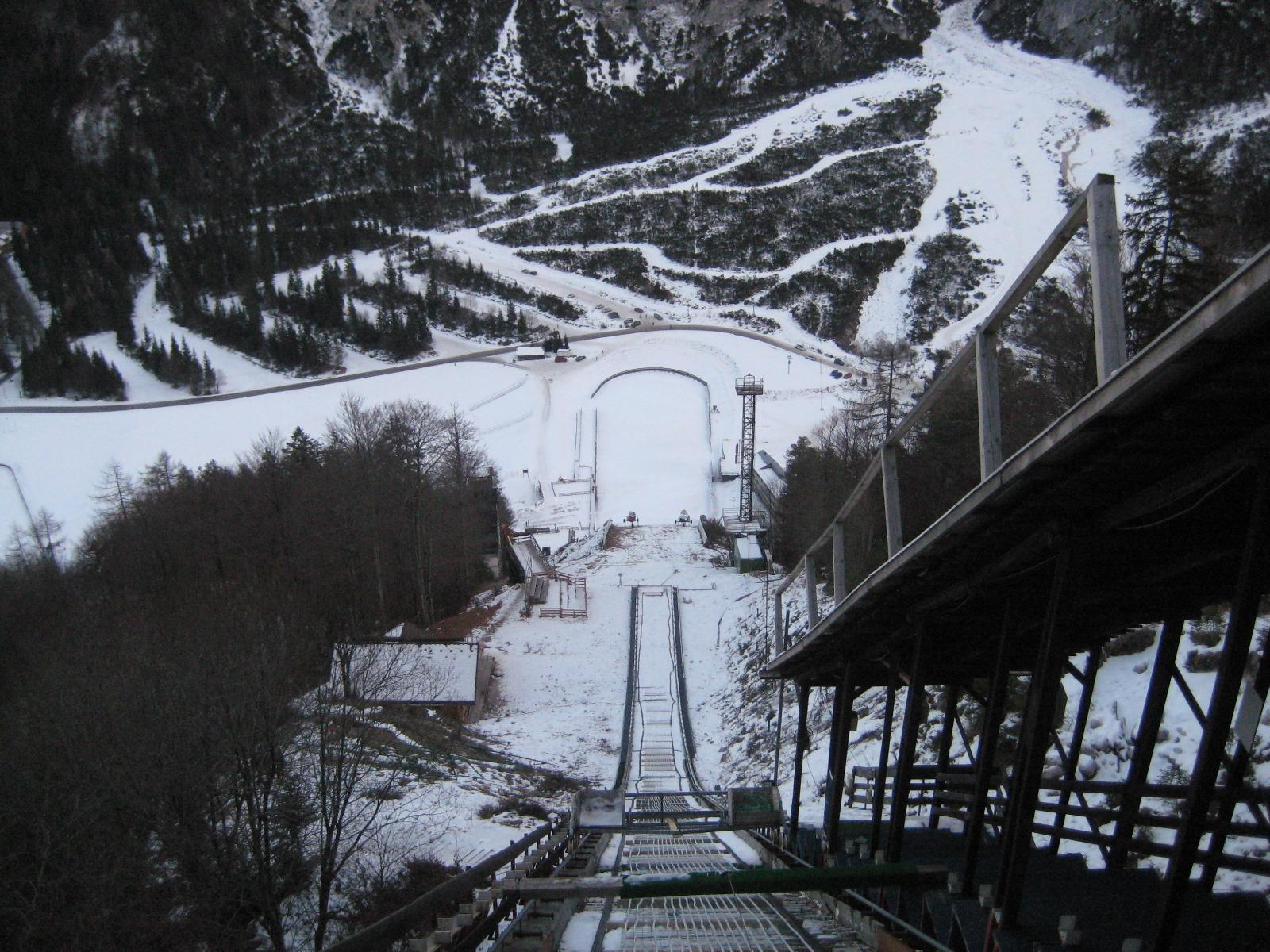
Vy från tornet

Letalnica bratov Gorišek (svenska: Skidflygningsbacken bröderna Gorišek), vanligtvis omtalad som Letalnica, är en skidflygningsbacke i Planica i orten Rateče, Kranjska Gora kommun i västra Slovenien. Backen är en av världens tre största hoppbackar tillsammans med Vikkersundsbacken och Kulm, alla tre är exakt lika stora.

## Historia
Den första hoppbacken i Planica byggdes före 1930. Bloudkova velikanka (svenska: Bloudeks stora backe) konstruerades av Stanko Bloudek och Janez Rožman. Backen räknas som världens första skidflygningsbacke och var färdigställd 1934. I backen satte Birger Ruud (Norge) världsrekord med 92 meter samma år och Sepp Bradl,  Österrike blev den första i världen att hoppa över 100 meter då han hoppade 101 meter i backen 1936. Efter sista världsrekordet sattes i Bloudkova velikanka 1948 av Fritz Tschannen, Schweiz), 120 meter, förlorade backen sin popularitet. Backen var belägen på ett vis som gjorde att den inte kunde utvidgas mer. Andra skidflygningsbackar runt om i världen byggdes allt större och större och backen i Planica användes allt mer sällan på början av 1960-talet.
Bröderna Lado och Janez Gorišek konstruerade en ny skidflygningsbacke som byggdes inte långt ifrån den gamla backen. Den nya backen fick namnet "Velikanka" (svenska: Stora backen) från tidigare backen, och invigdes under skidflygningsvackan 1969. Bjørn Wirkola (Norge) satte första världsrekordet i nya skidflygningsbacken med 156 meter 21 mars 1969.
Första Världsmästerskapen i skidflygning någonsin hölls i Planica 1972. Walter Steiner, Schweiz blev den första världsmästaren i skidflygning. Han vann före Heinz Wosipiwo, Östtyskland och Jiří Raška, Tjeckoslovakien. Skidflygnings-VM arrangerades i Planica även 1985, 1994, 2004 och 2010 (då Vikersundbacken inte godkändes av FIS). Avslutningstävlingarna i världscupen i Planica.
Före skidflygnings-VM 2004 bytte backen namn till "Letalnica bratov Gorišek" (svenska: Skidflygningsbacken bröderna Gorišek, efter bröderna Gorišek som konstruerade backen. Backanläggningen i Planica har även normalbacken Normalna Bloudkova skakalnica (K90/HS100) och 3 andra backar (K40, K30 och K8). De två minsta backarna är utrustade med plastmattor för att kunna arrangera tävlingar om sommaren.

## Backrekord
| Datum        | Namn             | Längd   |
| ------------ | ---------------- | ------- |
| 21 mars 1969 | Jürgen Dommerich | 137,0 m |
| 21 mars 1969 | Lars Grini       | 146,0 m |
| 21 mars 1969 | Jiří Raška       | 148,0 m |
| 21 mars 1969 | Horst Queck      | 149,0 m |
| 21 mars 1969 | Bjørn Wirkola    | 156,0 m |
| 21 mars 1969 | Jiří Raška       | 156,0 m |
| 22 mars 1969 | Bjørn Wirkola    | 160,0 m |
| 22 mars 1969 | Jiří Raška       | 164,0 m |
| 23 mars 1969 | Manfred Wolf     | 165,0 m |
| 15 mars 1974 | Walter Steiner   | 169,0 m |
| 16 mars 1979 | Klaus Ostwald    | 176,0 m |
| 15 mars 1985 | Mike Holland     | 186,0 m |
| 15 mars 1985 | Matti Nykänen    | 187,0 m |
| 16 mars 1985 | Matti Nykänen    | 191,0 m |
| 14 mars 1987 | Piotr Fijas      | 194,0 m |
| 17 mars 1994 | Martin Höllwarth | 196,0 m |

| Datum        | Namn                | Längd   |
| ------------ | ------------------- | ------- |
| 17 mars 1994 | Toni Nieminen       | 203,0 m |
| 18 mars 1994 | Espen Bredesen      | 209,0 m |
| 23 mars 1997 | Espen Bredesen      | 210,0 m |
| 23 mars 1997 | Lasse Ottesen       | 212,0 m |
| 19 mars 1999 | Martin Schmitt      | 214,5 m |
| 20 mars 1999 | Tommy Ingebrigtsen  | 219,5 m |
| 17 mars 2000 | Thomas Hörl         | 224,5 m |
| 19 mars 2000 | Andreas Goldberger  | 225,0 m |
| 20 mars 2003 | Adam Małysz         | 225,0 m |
| 20 mars 2003 | Matti Hautamäki     | 227,5 m |
| 22 mars 2003 | Matti Hautamäki     | 228,5 m |
| 23 mars 2003 | Matti Hautamäki     | 231,0 m |
| 20 mars 2005 | Tommy Ingebrigtsen  | 231,0 m |
| 20 mars 2005 | Bjørn Einar Romøren | 234,5 m |
| 20 mars 2005 | Matti Hautamäki     | 235,5 m |
| 20 mars 2005 | Bjørn Einar Romøren | 239,0 m |

## Världsmästerskap i Planica
| Datum            | Vinnare                                                                        | Andre                                                                       | Tredje                                                                           | Typ tävling         |
| ---------------- | ------------------------------------------------------------------------------ | --------------------------------------------------------------------------- | -------------------------------------------------------------------------------- | ------------------- |
| 24-26 mars 1972  | Walter Steiner                                                                 | Heinz Wosipiwo                                                              | Jiří Raška                                                                       | Individuellt        |
| 15-18 mars 1979  | Armin Kogler                                                                   | Axel Zitzmann                                                               | Piotr Fijas                                                                      | Individuellt        |
| 15-17 mars 1985  | Matti Nykänen                                                                  | Jens Weißflog                                                               | Pavel Ploc                                                                       | Individuellt        |
| 19 mars 1994     | Inställd                                                                       | Inställd                                                                    | Inställd                                                                         | Individuellt, dag 1 |
| 20 mars 1994     | Jaroslav Sakala                                                                | Norge Espen Bredesen                                                        | Roberto Cecon                                                                    | Individuellt, dag 2 |
| 21 februari 2004 | Roar Ljøkelsøy                                                                 | Janne Ahonen                                                                | Tami Kiuru                                                                       | Individuellt        |
| 22 februari 2004 | Norge Bjørn Einar Romøren Sigurd Pettersen Tommy Ingebrigtsen Roar Ljøkelsøy   | Finland Tami Kiuru Veli-Matti Lindström Matti Hautamäki Janne Ahonen        | Österrike Andreas Widhölzl Andreas Goldberger Wolfgang Loitzl Thomas Morgenstern | Lagtävling          |
| 20 mars 2010     | Simon Ammann                                                                   | Gregor Schlierenzauer                                                       | Anders Jacobsen                                                                  | Individuellt        |
| 21 mars 2010     | Österrike Wolfgang Loitzl Thomas Morgenstern Martin Koch Gregor Schlierenzauer | Norge Anders Jacobsen Anders Bardal Johan Remen Evensen Bjørn Einar Romøren | Finland Janne Happonen Olli Muotka Matti Hautamäki Harri Olli                    | Lagtävling          |